# Echinocereus brandegeei
Echinocereus brandegeei, conocida comúnmente como alicoche casa de rata, es una especie de planta suculenta perteneciente al género Echinocereus, dentro de la familia Cactaceae. Es endémica del noroeste de México (concretamente de Baja California Sur).

## Descripción
Echinocereus brandegeei es una especie de cactus que se ramifica y forma grupos laxos de hasta 2 metros de diámetro, con una altura inferior a los 35 cm. Los tallos individuales son cilíndricos, con la base rastrera y los extremos erectos. Su tamaño varía entre 20 y 35 cm de longitud, aunque en ocasiones pueden superar el metro. El diámetro oscila entre 4 y 6 cm o más. La epidermis presenta tonalidades que van del verde claro al gris verdoso o verde opaco, y está densamente cubierta de espinas.

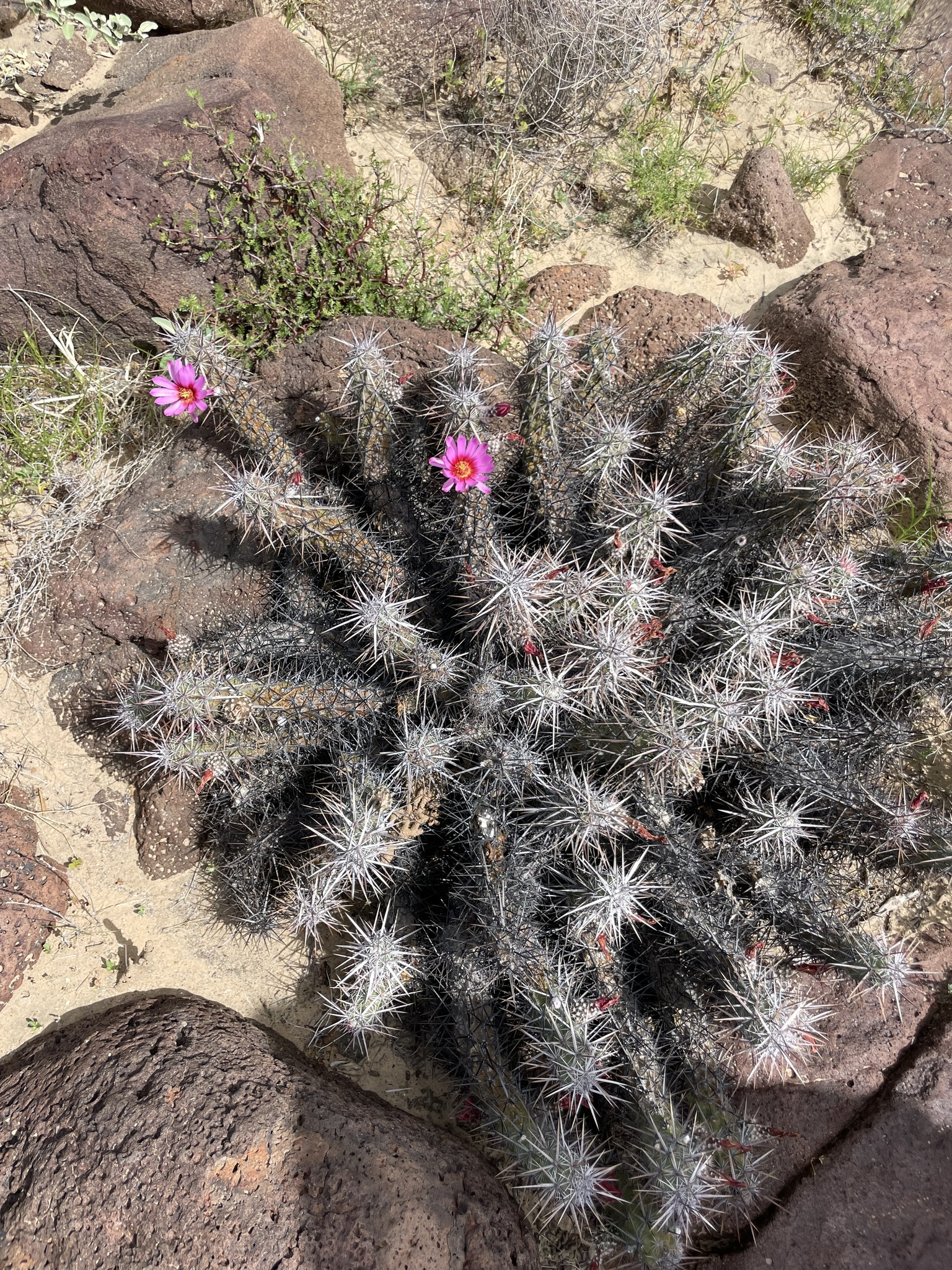
Porte de la planta

La planta desarrolla entre 8 y 10 costillas divididas en tubérculos hexagonales y angulosos bien definidos. Sobre estos se ubican areolas circulares de color blanco a grisáceo. Las espinas muestran una gran variabilidad, desde formas largas y delgadas hasta cortas y gruesas, con colores que pueden ser amarillos, rojizos, marrones, negros o blanquecinos en su fase inicial, volviéndose gris oscuro con el tiempo.
Posee hasta cuatro espinas centrales entrecruzadas en forma de cruz, aplanadas, angulosas, rígidas y similares a espadas, con longitudes de 3 a 13 cm. También cuenta con entre 10 y 18 espinas radiales, rígidas, redondeadas y de hasta 2 cm de largo.
Las flores crecen a lo largo del tallo, tienen forma de embudo ancho y presentan una coloración que va del lavanda púrpura claro al rosado, con la garganta de un rojo brillante. Miden entre 5,5 y 9,5 cm de largo y entre 4 y 8,3 cm de diámetro. El ovario y el tubo floral presentan areolas muy próximas entre sí, con espinas aciculares pálidas y lana larga de color blanco.
El perianto externo es magenta o magenta claro con una franja central rojiza, mientras que el interno combina magenta claro con una franja central magenta y una base rojiza. El estigma se compone de entre 6 y 9 lóbulos de color amarillo o amarillo con un leve tinte verdoso.

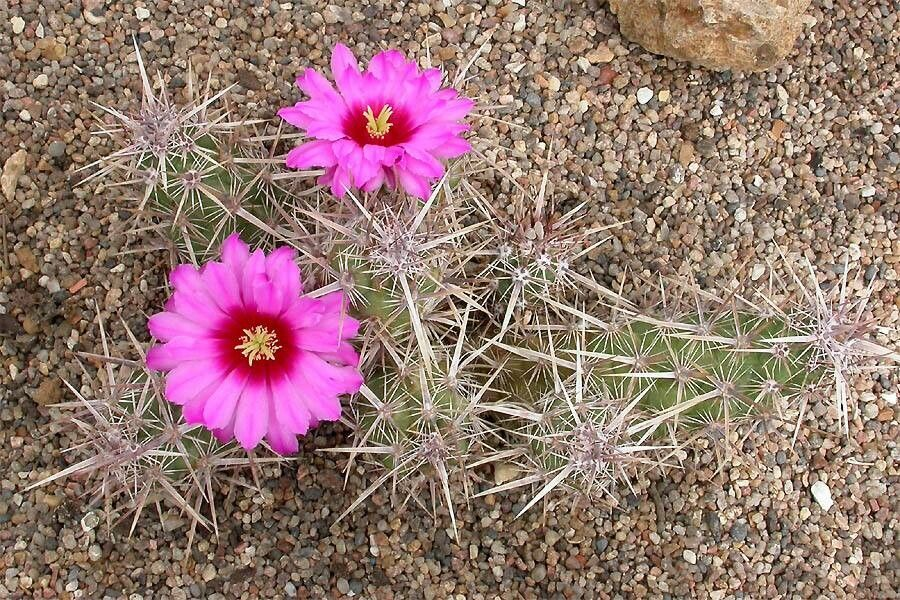
Detalle de la floración

La floración ocurre desde el verano hasta principios de otoño. En cultivo, la aparición de flores es poco frecuente. Los frutos son esféricos, espinosos, de unos 3 centímetros de diámetro y de color rojo. En su interior contienen semillas negras con una superficie rugosa y tuberculada.

## Distribución y hábitat

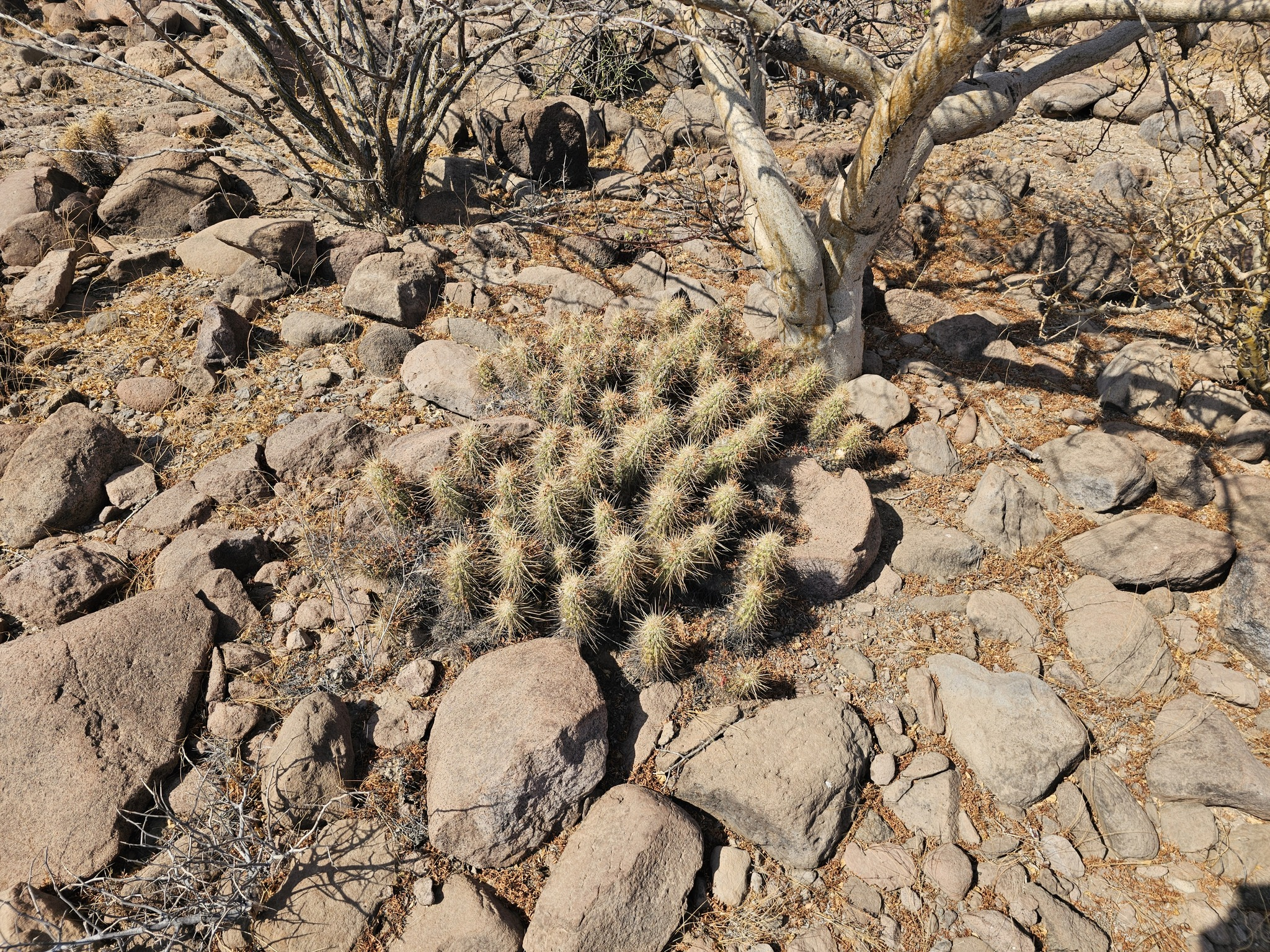
Planta en su hábitat

El área de distribución nativa de esta especie se encuentra en México, dentro de Baja California Sur desde la parte central hasta el Cabo, como en casi todas las islas desde San Marcos hasta Espíritu Santo en el Golfo de California. Crece principalmente en biomas desérticos o de matorral seco, desde el nivel del mar hasta los 300 metros de altitud.
La especie habita en desiertos arbustivos, colinas pedregosas, en suelos franco-minerales y también en antiguos lechos marinos con grava de conchas. Además, las mismas áreas donde crece esta especie albergan muchas plantas suculentas y xerófitas endémicas como Pachycereus pringlei, Stenocereus thurberi, Opuntia tapona, Stenocereus eruca, Ferocactus peninsulae, Ferocactus emoryi subsp. rectispinus, Stenocereus gummosus, Stenocereus thurberi, Jatropha cuneata, Euphorbia lomelii, Bursera microphylla y Fouquieria diguetii.

## Taxonomía
La primera descripción de esta especie fue como Cereus brandegeei, publicada en 1896 por el botánico estadounidense John Merle Coulter en la revista científica Contributions from the United States National Herbarium 3 (7): 389.
Más tarde, el botánico alemán Karl Moritz Schumann trasladó la especie al género Echinocereus, por lo que pasó a llamarse Echinocereus brandegeei. Registró estos cambios en su libro Gesamtbeschreibung der Kakteen 290, publicado en 1898.
Etimología
- Echinocereus: nombre genérico formado a partir de las palabras latinas ĕchīnus (que significa ‘erizo’) y cereus (que se traduce como 'vela' o 'cirio'), en alusión a los tallos cortos, columnares y espinosos que presentan las especies de este género.[12]
- brandegeei: epíteto específico otorgado en honor al botánico y coleccionista de plantas estadounidense Townshend Stith Brandegee (1843-1925), quien recopiló el espécimen tipo en 1889.[13][14]

## Estado de conservación
En la Lista Roja de Especies Amenazadas de la UICN, la especie está clasificada como de “Preocupación Menor (LC)”. 
La principal amenaza que enfrenta esta especie proviene de la ganadería agroindustrial. El tránsito constante del ganado afloja el suelo, lo que facilita su erosión durante la temporada de lluvias. Como consecuencia, las plantas suelen ser arrastradas junto con el sustrato, lo que reduce significativamente sus poblaciones en estado silvestre.

## Usos
Echinocereus brandegeei es una especie de cactus que se utiliza principalmente como planta ornamental, tanto en jardines como en macetas. Presenta un crecimiento relativamente rápido, por lo que requiere trasplantes periódicos, aproximadamente cada dos años o cuando sus raíces llenan el recipiente. Aunque no siempre es necesario usar una maceta de mayor tamaño, se recomienda renovar el sustrato con una mezcla suelta y bien drenada para cactus, ya que su sistema radicular es algo frágil y sensible al exceso de humedad.

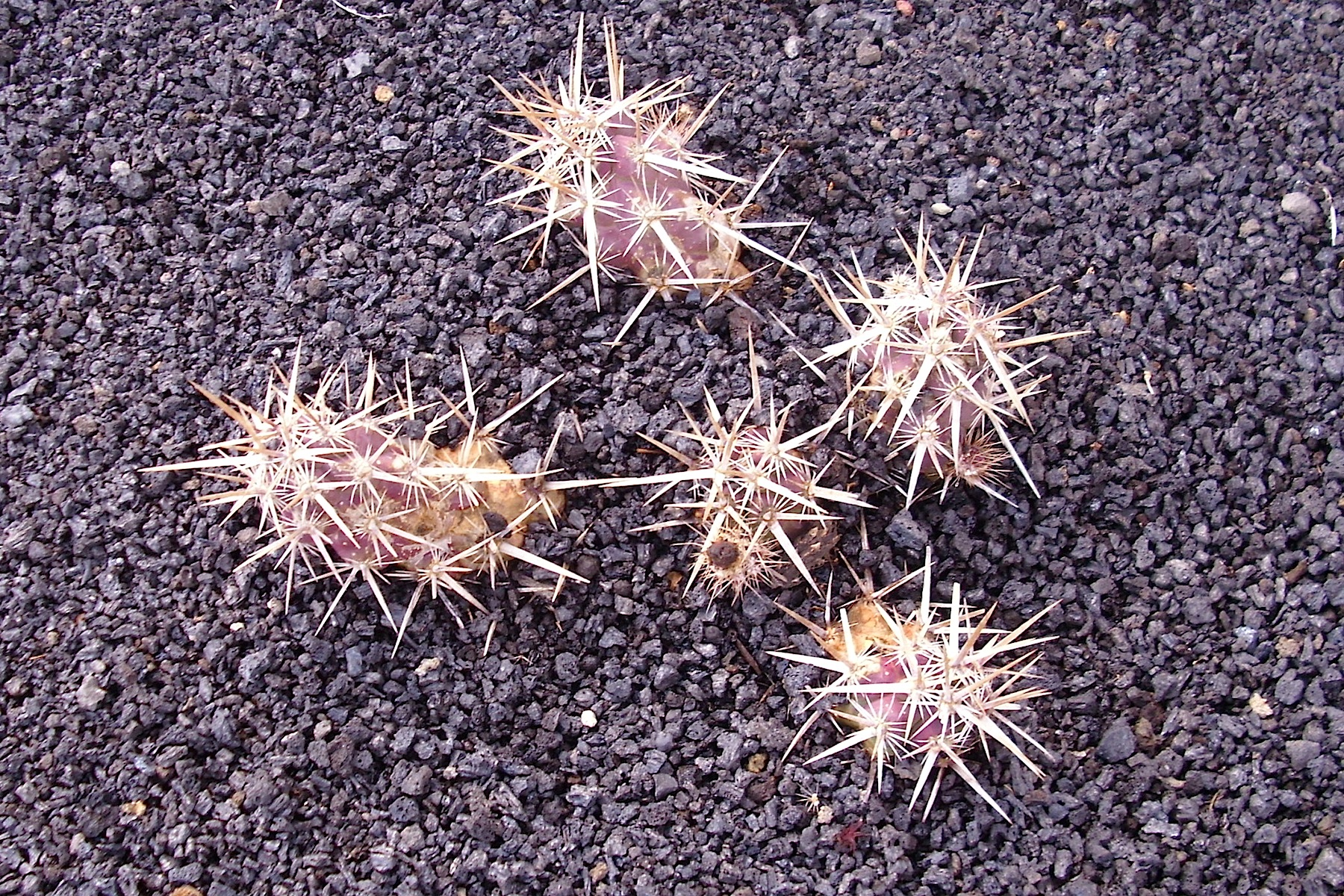
Plántulas en crecimiento

Tolera bien el sol directo, sobre todo en exterior, lo que favorece la producción de espinas. En cultivo interior, necesita luz brillante y algo de sol directo. En las primeras etapas de desarrollo, prefiere una exposición parcial al sol, aunque con el tiempo se adapta bien a una insolación más intensa. 
En cuanto al riego, esta planta requiere agua moderada durante la temporada de crecimiento. El sustrato debe secarse por completo entre riegos para evitar la pudrición de las raíces. En invierno, es importante mantener la planta seca. Resiste temperaturas de hasta -5 °C si se mantiene en condiciones secas, aunque lo ideal es conservarla entre 5 y 15 °C con buena iluminación durante el invierno.
Para fomentar un crecimiento saludable, se puede aplicar ocasionalmente un fertilizante líquido rico en potasio durante el periodo de desarrollo activo. En cuanto a plagas, aunque es una planta resistente, conviene vigilar la posible aparición de cochinillas y ácaros, sobre todo cochinillas harinosas que afectan tanto al tallo como a las raíces, ya que pueden favorecer el desarrollo de hongos.
Esta especie se propaga fácilmente por esquejes o semillas. Los esquejes deben tomarse en primavera o verano y dejarse secar hasta que la herida cicatrice, antes de plantarlos en un sustrato ligeramente húmedo. Las semillas germinan mejor si se siembran superficialmente a unos 20 °C, y las plántulas requieren humedad constante y protección contra la luz intensa.